# Энзе
Энзе (нем. Ense) — община в Германии, в земле Северный Рейн-Вестфалия.
Подчиняется административному округу Арнсберг. Входит в состав района Зост. Население составляет 12 656 человек (на 31 декабря 2010 года). Занимает площадь 51,08 км².
Коммуна подразделяется на 14 сельских округов.
В Энзе располагается штаб-квартира компании-производителя спортинвентаря KETTLER.
| Год  | Население |
| ---- | --------- |
| 1995 | 10 701    |
| 2000 | 12 065    |
| 2005 | 12 767    |
| 2010 | 12 738    |